# Luigi De Filippo
Luigi De Filippo, född 10 augusti 1930 i Neapel, död 31 mars 2018 i Rom, var en italiensk skådespelare, regissör, manusförfattare och teaterdirektör. Han var son till Giuseppe (Peppino) De Filippo och tillhörde den berömda italienska teaterklanen Scarpetta-De Filippo. Han var den sista i denna släkt som bar efternamnet De Filippo.

## Biografi
Luigi De Filippo föddes i sin fars äktenskap med Adele Carloni. Hans föräldrar separerade när han var 14 år. I likhet med alla sina närmaste släktingar såg han bara ett yrkesval som möjligt. Han debuterade som skådespelare 1951 i sin fars teatersällskap. Samma år gjorde han sin första filmroll i sin farbror Eduardo De Filippos filmatisering av Filumena Marturano Även om han medverkade i mer än 30 filmer såg han alltid teatern som sin huvudsyssla. Han arbetade i sin fars teatersällskap fram till 1978 då han grundade ett eget. Förutom familjens egna klassiker satte han genom åren upp pjäser av bland andra Nikolaj Gogol, Molière och Luigi Pirandello. Till skillnad från sin far var han aldrig särskilt intresserad av televisionen som medium. Han gjorde en av sina få TV-roller i tredje säsongen av Bläckfisken.
Så sent som fram till 14 januari 2018 stod han på scenen och spelade sin farbrors mest kända pjäs Natale in casa Cupiello på sin egen teater Parioli Peppino De Filippo i Rom. Hans begravning ägde rum 3 april i kyrkan Santa Maria in Montesanto.